# Österreichische Fußball-Frauenmeisterschaft 1994/95
Die österreichische Fußball-Frauenmeisterschaft wurde 1994/95 zum 23. Mal nach der 35-jährigen Pause zwischen 1938 und 1972 ausgetragen. Die höchste Spielklasse ist die Frauen-Bundesliga und wurde zum 13. Mal durchgeführt. Die zweithöchste Spielklasse, in dieser Saison die 18. Auflage, wurde in zwei regionale Ligen unterteilt, wobei die 2. Liga Ost zum 12. Mal und die Regionalliga West zum ersten Mal ausgetragen wurde.
Österreichischer Fußballmeister wurde zum neunten Mal USC Landhaus. Die Meister der zweithöchsten Spielklasse wurden DFC Obersdorf (Ost) und Innsbrucker AC (West).

## Erste Leistungsstufe – Frauen-Bundesliga

### Modus
Der Modus wurde in diesem Jahr wieder auf einen Grunddurchgang zurückgeändert. Jedes Team spielte gegen jedes andere zweimal in insgesamt 14 Runden. Ein Sieg wurde mit zwei Punkten belohnt, ein Unentschieden mit einem Zähler.

### Saisonverlauf
Die Liga setzte sich, anders als im Vorjahr, als sieben Vereine teilnahmen, aus acht Teams zusammen, da der 1. DFC Leoben letzte Saison nicht absteigen musste und der SC Neunkirchen aus der zweiten Spielklasse aufstieg. Meister wurde in der höchsten Spielklasse die USC Landhaus, die dank eines besseren Torverhältnisses den sechsten Meistertitel der Union Kleinmünchen verhinderten. Gleichzeitig war es der neunte Titel für die Wiener. Absteigen musste der SC Brunn am Gebirge.

### Abschlusstabelle
Die Meisterschaft endete mit folgendem Ergebnis:
| Pl.                                                | Verein                 | Sp. | S  | U | N  | Tore    | Diff. | Punkte |
| -------------------------------------------------- | ---------------------- | --- | -- | - | -- | ------- | ----- | ------ |
| 1.                                                 | USC Landhaus           | 14  | 12 | 1 | 1  | 076:700 | +69   | 25     |
| 2.                                                 | Union Kleinmünchen (M) | 14  | 12 | 1 | 1  | 065:170 | +48   | 25     |
| 3.                                                 | 1. DFC Leoben          | 14  | 6  | 4 | 4  | 020:180 | +2    | 16     |
| 4.                                                 | ASV Vösendorf          | 14  | 7  | 0 | 7  | 033:310 | +2    | 14     |
| 5.                                                 | DFC Heidenreichstein   | 14  | 3  | 6 | 5  | 012:190 | −7    | 12     |
| 6.                                                 | DFC Ostbahn XI         | 14  | 3  | 4 | 7  | 024:370 | −13   | 10     |
| 7.                                                 | SC Neunkirchen (N)     | 14  | 1  | 4 | 9  | 014:590 | −45   | 06     |
| 8.                                                 | SC Brunn am Gebirge    | 14  | 2  | 0 | 12 | 012:680 | −56   | 04     |
| Stand: Endstand. Quelle: NOeFV, Union Kleinmünchen |                        |     |    |   |    |         |       |        |

| (M) | Österreichischer Fußball-Frauenmeister 1993/94 |
| (N) | Neuaufsteiger der Saison 1993/94               |

Aufsteiger
- 2. Liga Ost: First Vienna FC 1894
- Regionalliga West: keiner

## Zweite Leistungsstufe
Die zweite Leistungsstufe wird in zwei regionalen Gruppen ausgespielt: 2. Division Ost und Regionalliga West.
Die zweite Leistungsstufe bestand aus zwei Ligen, getrennt nach Regionen:
- 2. Division Ost mit den Vereinen aus Niederösterreich (NÖFV) und Wien (WFV) und
- Regionalliga West mit den Vereinen aus Tirol (TFV) und Vorarlberg (VFV).

### 2. Liga Ost

#### Modus
Jeder spielte gegen jeden viermal in 20 Runden. Ein Sieg wurde mit zwei Punkten belohnt, ein Unentschieden mit einem Zähler.

#### Saisonverlauf
Die Liga setzte sich wie im Vorjahr aus sechs Teams zusammen. Im Vergleich zum letzten Jahr, waren heuer der in die höchste Spielklasse aufgestiegene SC Neunkirchen und der ATSV Deutsch-Wagram nicht dabei. Neu vertreten waren dafür der SV Horn und der DFC Pellendorf. Meister in der 2. Liga Ost wurde in dieser Saison der DFC Obersdorf, der auf den Aufstieg verzichtete, sodass die First Vienna FC 1894 nach zwei Jahren wieder in die höchste Klassenstufe zurückkehrt.

#### Abschlusstabelle
Die Meisterschaft endete mit folgendem Ergebnis:
| Pl.                            | Verein               | Sp. | S  | U | N  | Tore    | Diff. | Punkte |
| ------------------------------ | -------------------- | --- | -- | - | -- | ------- | ----- | ------ |
| 1.                             | DFC Obersdorf        | 20  | 16 | 1 | 3  | 069:150 | +54   | 33     |
| 2.                             | First Vienna FC 1894 | 20  | 13 | 2 | 5  | 078:290 | +49   | 28     |
| 3.                             | SV Horn (N)          | 20  | 11 | 2 | 7  | 067:450 | +22   | 24     |
| 4.                             | SV Donau             | 20  | 9  | 2 | 9  | 035:270 | +8    | 20     |
| 5.                             | DFV Juwelen Janecka  | 20  | 4  | 4 | 12 | 030:840 | −54   | 12     |
| 6.                             | DFC Pellendorf (N)   | 20  | 1  | 1 | 18 | 013:920 | −79   | 03     |
| Stand: Endstand. Quelle: NOeFV |                      |     |    |   |    |         |       |        |

| (N) | Neueinsteiger der Saison 1993/94 |

Aufsteiger
- Niederösterreich: SV Altlengbach, ATSV Deutsch-Wagram
- Wien: keiner

### Regionalliga West

#### Modus
Die Liga bestand aus vier Vereinen, die in 2 Durchgängen, eine Hin- und eine Rückrunde, gegeneinander spielten. So wurden in sechs Runden der Meister der Regionalliga West ermittelt.

#### Saisonverlauf
Die Regionalliga West wurde vom Tiroler Fußballverband und vom Vorarlberger Fußballverband organisiert und begann am 8. April 1995 und endete am 22. Juni 1995 mit der 6. Runde. Aus Tirol nahmen die Vereine Innsbrucker AC und die Sportunion Inzing teil, aus Vorarlberg RW Rankweil und FC Schwarzach. Auftaktspiel war die Begegnung zwischen dem FC Schwarzach und dem Innsbrucker AC. Meister wurde der Innsbrucker AC, der jedoch an den Relegationsspielen nicht teilnahm. FC Schwarzach wurde Letzter.

#### Abschlusstabelle
Die Meisterschaft endete mit folgendem Ergebnis:
| Pl.                          | Verein             | Sp. | S | U | N | Tore    | Diff. | Punkte |
| ---------------------------- | ------------------ | --- | - | - | - | ------- | ----- | ------ |
| 1.                           | Innsbrucker AC (C) | 6   | 5 | 1 | 0 | 021:300 | +18   | 11     |
| 2.                           | RW Rankweil        | 6   | 2 | 1 | 3 | 010:120 | −2    | 05     |
| 3.                           | Sportunion Inzing  | 6   | 2 | 0 | 4 | 015:230 | −8    | 04     |
| 4.                           | FC Schwarzach      | 6   | 1 | 2 | 3 | 010:180 | −8    | 04     |
| Stand: Endstand. Quelle: TFV |                    |     |   |   |   |         |       |        |

| (C) | ÖFB-Ladies-Cup-Sieger 1993/94 |

Aufsteiger
- Tirol: keiner
- Vorarlberg: keiner

## Dritte Leistungsstufe

### Tiroler Liga Damen

#### Modus
Die Liga bestand aus vier Vereinen, die in 2 Durchgängen, eine Hin- und eine Rückrunde, gegeneinander spielten. So wurden in 6 Runden der Meister der Tiroler Liga Frauen ermittelt.

#### Saisonverlauf
Die Liga setzte sich gegenüber dem Vorjahr, in dem sechs Vereine teilnahmen, nur noch aus vier Klubs zusammen, denn SV Bad Häring, SV Breitenbach und SV Langkampfen waren nicht mehr dabei, stattdessen stiegen die 2. Damenmannschaften des Innsbrucker AC und der Sportunion Inzing sowie der SV Wörgl ein. Meister wurde in dieser Saison der Innsbrucker AC II, der jedoch nicht berechtigt ist, nächste Saison in der Regionalliga zu spielen.

#### Abschlusstabelle
Die Meisterschaft endete mit folgendem Ergebnis:
| Pl.                          | Verein                   | Sp. | S | U | N | Tore    | Diff. | Punkte |
| ---------------------------- | ------------------------ | --- | - | - | - | ------- | ----- | ------ |
| 1.                           | Innsbrucker AC II (N)    | 6   | 5 | 0 | 1 | 026:400 | +22   | 10     |
| 2.                           | SV Wörgl (N)             | 6   | 4 | 1 | 1 | 012:900 | +3    | 09     |
| 3.                           | Sportunion Inzing II (N) | 6   | 2 | 1 | 3 | 009:110 | −2    | 05     |
| 4.                           | SV Umhausen              | 6   | 0 | 0 | 6 | 000:230 | −23   | 0      |
| Stand: Endstand. Quelle: TFV |                          |     |   |   |   |         |       |        |

| (N) | Neueinsteiger der Saison 1993/94 |

Aufsteiger
- keine Informationen

### Vorarlberg Landesliga Damen
Es liegen keine Aufzeichnungen über eine Austragung des Wettbewerbes vor. In die Regionalliga West Damen stieg diesmal keiner aus Vorarlberg auf.

## Meisterschaften in den Bundesländern

### Damenliga Oberösterreich

#### Modus
Die Liga bestand aus sieben Vereinen, die in einer Hin- und einer Rückrunde gegeneinander spielten. So wurden in 12 Runden der Meister der Oberösterreichischen Damenliga ermittelt.

#### Saisonverlauf
Die Liga setzte sich gegenüber dem Vorjahr wieder aus sieben Klubs zusammen, denn der SV Hellmonsödt war nicht dabei, stattdessen spielte erstmals SV Grünau mit. Meister wurde in dieser Saison FC Münzkirchen, die jedoch nicht berechtigt ist nächste Saison in der höchsten Spielklasse zu spielen. SV Chemie Linz und SV Grünau lösten ihre Damenmannschaft am Saisonende auf.

#### Abschlusstabelle
Die Meisterschaft endete mit folgendem Ergebnis:
| Pl.                          | Verein                | Sp. | S  | U | N  | Tore    | Diff. | Punkte |
| ---------------------------- | --------------------- | --- | -- | - | -- | ------- | ----- | ------ |
| 1.                           | FC Münzkirchen        | 12  | 12 | 0 | 0  | 071:400 | +67   | 24     |
| 2.                           | Union Kleinmünchen II | 12  | 7  | 2 | 3  | 043:140 | +29   | 16     |
| 3.                           | ATSV Sattledt         | 12  | 7  | 1 | 4  | 057:190 | +38   | 15     |
| 4.                           | SV Garsten            | 12  | 7  | 1 | 4  | 033:290 | +4    | 15     |
| 5.                           | SV Grünau (N)         | 12  | 4  | 0 | 8  | 032:430 | −11   | 08     |
| 6.                           | SV Taufkirchen/Pram   | 12  | 3  | 0 | 9  | 017:490 | −32   | 06     |
| 7.                           | SV Chemie Linz        | 12  | 0  | 0 | 12 | 005:100 | −95   | 0      |
| Stand: Endstand. Quelle: OFV |                       |     |    |   |    |         |       |        |

| (N) | Neueinsteiger der Saison 1993/94 |

Aufsteiger
- Union Babenberg Linz Süd

### Frauen-Landesliga Salzburg
Die Frauen-Landesliga wurde in zwei Gruppen (Landesliga A und Landesliga B) mit je drei Vereinen ausgetragen, die vier besten Klubs spielten in Kreuzspielen um den Einzug ins Finalspiel um die Frauen-Landesmeisterschaft 1994/95.
Bekannte Spielpaarungen waren:
| Semifinale                                   | Semifinale         |
| -------------------------------------------- | ------------------ |
| HC Harham-Saalfelden – unbekannt             | unbekannt          |
| USV Leopoldskron-Moos – DFC Anthering        | 2:2 (2:0); n. E. ? |
| Finale                                       |                    |
| USV Leopoldskron-Moos – HC Harham-Saalfelden | 4:2                |